# Late Night Talking
"Late Night Talking" é uma canção do cantor britânico Harry Styles, gravada para seu terceiro álbum de estúdio, Harry's House (2022). Styles escreveu a canção com Thomas Hull, que também produziu com Tyler Johnson. A canção impactou as rádios pop dos Estados Unidos em 21 de junho de 2022, servindo como o segundo single de Harry's House
Comercialmente, "Late Night Talking" alcançou o top 10 nas paradas da Austrália, Áustria, Canadá, Croácia, Dinamarca, EUA, Grécia, Irlanda, Lituânia, Malásia, Noruega, Nova Zelândia, Portugal, Reino Unido, Singapura e Suécia.

## Antecedentes e produção

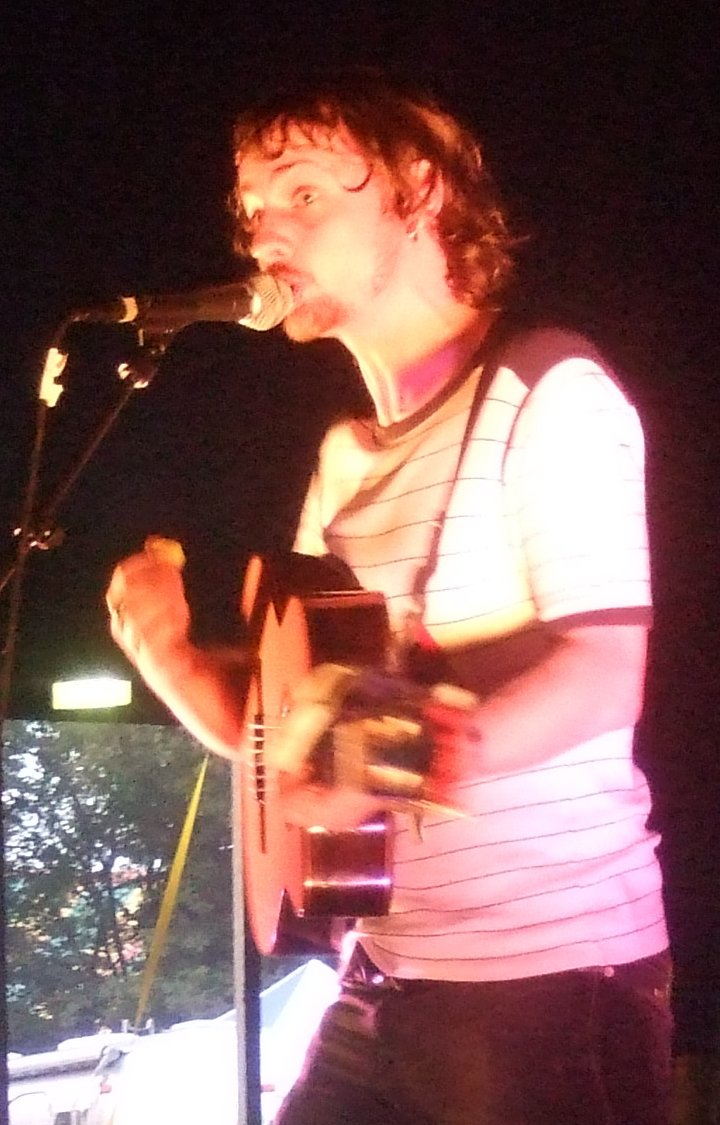
Kid Harpoon co-escreveu e co-produziu "Late Night Talking"

Em 29 de abril de 2022, Harry Styles divulgou a lista de faixas de seu terceiro álbum de estúdio intitulado Harry's House nas redes sociais, revelando "Late Night Talking" como a segunda faixa do álbum. A canção foi escrita por Styles e Kid Harpoon, que também produziu a canção com Tyler Johnson. Foi gravada em três estúdios: Angelic Studios, localizado em Londres, Reino Unido, Henson Studios em Hollywood, Los Angeles e Shangri La Studios em Malibu, Califórnia. Foi mixada por Spike Stent com assistência de Matt Wolach, e masterizada por Randy Merrill. Jeremy Hatcher cuidou da engenharia com assistência de Garry Purohit, Luke Gibbs, Adele Phillips, Josh Caulder e Joe Dougherty.

## Vídeo musical
O vídeo musical de "Late Night Talking" foi lançado em 13 de julho de 2022. O vídeo, dirigido por Bradley & Pablo, mostra Styles entrando em um portal em sua própria cama que o leva a uma série de outras camas—uma em uma galeria de arte, outra em um restaurante e outra que anda pelas ruas de Londres. No clipe também acontece uma luta de travesseiros e Styles oficiando um casamento na cama.

## Faixas e formatos
| Download digital / streaming |                      |         |  |
| N.º                          | Título               | Duração |  |
| 1.                           | "Late Night Talking" | 2:58    |  |

| CD single britânico |                      |         |  |
| N.º                 | Título               | Duração |  |
| 1.                  | "Late Night Talking" | 2:58    |  |

| Cassete / CD single / vinil de sete polegadas |                                     |         |  |
| N.º                                           | Título                              | Duração |  |
| 1.                                            | "Late Night Talking"                | 2:58    |  |
| 2.                                            | "Late Night Talking" (Instrumental) | 2:53    |  |

| Download digital / streaming |                                     |         |  |
| N.º                          | Título                              | Duração |  |
| 1.                           | "Late Night Talking"                | 2:58    |  |
| 2.                           | "Late Night Talking" (Instrumental) | 2:53    |  |

## Desempenho nas paradas musicais

### Paradas semanais
| Parada (2022)                                 | Melhor posição |
| --------------------------------------------- | -------------- |
| África do Sul (RISA)                          | 15             |
| Alemanha (Offizielle Deutsche Charts)         | 83             |
| Argentina (Argentina Hot 100)                 | 42             |
| Austrália (ARIA)                              | 2              |
| Áustria (Ö3 Austria Top 75)                   | 9              |
| Bélgica (Ultratop 50 da Valônia)              | 32             |
| Bélgica (Ultratop 50 de Flandres)             | 10             |
| Canadá (Canadian Hot 100)                     | 3              |
| Canadá (Billboard AC)                         | 12             |
| Canadá (Billboard CHR/Top 40)                 | 3              |
| Canadá (Billboard Hot AC)                     | 2              |
| Coreia do Sul (Gaon Download Chart)           | 130            |
| Croácia (Billboard)                           | 10             |
| Croácia (HRT)                                 | 6              |
| Dinamarca (Hitlisten)                         | 9              |
| Eslováquia (Rádio Top 100)                    | 44             |
| Eslováquia (Singles Digitál Top 100)          | 4              |
| Espanha (PROMUSICAE)                          | 49             |
| Estados Unidos (Billboard Hot 100)            | 3              |
| Estados Unidos (Billboard Adult Contemporary) | 15             |
| Estados Unidos (Billboard Adult Top 40)       | 1              |
| Estados Unidos (Billboard Mainstream Top 40)  | 1              |
| Filipinas (Billboard)                         | 25             |
| Finlândia (Suomen virallinen lista)           | 15             |
| França (SNEP)                                 | 32             |
| Grécia (IFPI International)                   | 2              |
| Hungria (Stream Top 40)                       | 14             |
| Irlanda (IRMA)                                | 2              |
| Islândia (Plötutíðindi)                       | 4              |
| Itália (FIMI)                                 | 25             |
| Japão (Billboard Japan Hot Overseas)          | 9              |
| Líbano (OLT20)                                | 17             |
| Lituânia (AGATA)                              | 5              |
| Malásia (RIM)                                 | 6              |
| México (Billboard Mexico Airplay)             | 1              |
| Mundo (Billboard Global 200)                  | 2              |
| Noruega (VG-lista)                            | 9              |
| Nova Zelândia (Recorded Music NZ)             | 2              |
| Países Baixos (Dutch Top 40)                  | 11             |
| Países Baixos (Single Top 100)                | 6              |
| Polónia (Polish Airplay Top 100)              | 10             |
| Portugal (AFP)                                | 3              |
| Reino Unido (UK Singles Chart)                | 2              |
| República Checa (Singles Digitál Top 100)     | 6              |
| Singapura (RIAS)                              | 5              |
| Suécia (Sverigetopplistan)                    | 9              |
| Suíça (Schweizer Hitparade)                   | 11             |
| Vietnã (Vietnam Hot 100)                      | 53             |

## Certificações
| Região | Certificação | Vendas     |
| --- | ------------ | ---------- |
| Austrália (ARIA) | Platina      | 70,000‡    |
| Estados Unidos (RIAA)                                                                                                | Ouro         | 500,000‡   |
| Nova Zelândia (RMNZ)                                                                                                 | Ouro         | 15,000‡    |
| Portugal (AFP) | Ouro         | 5,000‡     |
| Reino Unido (BPI) | Prata        | 200,000‡   |
| Streaming |              |            |
| Grécia (IFPI Grécia)                                                                                                 | Ouro         | 1,000,000† |
| ‡ vendas+valores de streaming baseados apenas na certificação † números de streaming baseados apenas na certificação |              |            |

## Histórico de lançamento
| Região         | Data                  | Formato(s)                                | Versão                | Gravadora(s)     | Ref.   |
| -------------- | --------------------- | ----------------------------------------- | --------------------- | ---------------- | ------ |
| Estados Unidos | 21 de junho de 2022   | Rádios pop                                | Original              | Columbia         | [ 66 ] |
| Itália         | 15 de julho de 2022   | Radio airplay                             | Original              | Sony             | [ 67 ] |
| Reino Unido    | 5 de agosto de 2022   | CD single                                 | Original              | Erskine Columbia | [ 7 ]  |
| Várias         | 18 August 2022        | Cassete CD single vinil de sete polegadas | Original instrumental | Erskine Columbia | [ 68 ] |
| Várias         | 2 de setembro de 2022 | Download digital streaming                | Original instrumental | Erskine Columbia | [ 11 ] |